# Europska Formula 2 – sezona 1975.
| Europska Formula 2 1975. | Europska Formula 2 1975.      |
| ------------------------ | ----------------------------- |
| Prvak                    | Jacques Laffite (Martini-BMW) |
| Prethodna sezona         | Sljedeća sezona               |
| 1974.                    | 1976.                         |
| Formula 1 – sezona 1975. |                               |

Europska Formula 2 – sezona 1975. je bila 9. sezona Europske Formule 2. Naslov prvaka osvojio je Jacques Laffite u bolidu Martini-BMW za momčad Écurie Elf Ambrozium.

## Poredak
| Mjesto | Vozač                    | Bodovi |
| ------ | ------------------------ | ------ |
| 1.     | Jacques Laffite          | 63     |
| 2.     | Michel Leclère           | 36     |
| 3.     | Patrick Tambay           | 36     |
| 4.     | Gérard Larrousse         | 27     |
| 5.     | Jean-Pierre Jabouille    | 24     |
| 6.     | Maurizio Flammini        | 24     |
| 7.     | Claude Bourgoignie       | 16     |
| 8.     | Giorgio Francia          | 16     |
| 9.     | Alessandro Pesenti-Rossi | 14     |
| 10.    | Gabriele Serblin         | 11     |
| 11.    | Brian Henton             | 10     |
| 12.    | Duilio Truffo            | 10     |
| 13.    | Hans Binder              | 9      |
| 14.    | Giancarlo Martini        | 9      |
| 15.    | Loris Kessel             | 7      |
| 16.    | Jo Vonlanthen            | 6      |
| 17.    | Jean-Pierre Jaussaud     | 6      |
| 18.    | Lamberto Leoni           | 4      |
| 19.    | Harald Ertl              | 4      |
| 20.    | Gianfranco Trombetti     | 4      |
| 21.    | Carlo Giorgio            | 3      |
| 22.    | Héctor Rebaque           | 3      |
| 23.    | Bernard de Dryver        | 3      |
| 24.    | Sandro Cinotti           | 2      |
| 25.    | Ray Mallock              | 1      |
| 26.    | Alberto Colombo          | 1      |